# Anders Bergcrantz

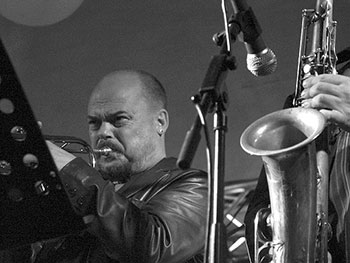
Anders Bergcrantz
Foto Hreinn Gudlaugsson

Anders Bergcrantz, född 5 december 1961 och bosatt i Malmö, är en svensk jazztrumpetare och kompositör. Han har släppt ett flertal album i eget namn. Han är son till Sven Bergcrantz.
Han har två gånger belönats med Orkesterjournalens Gyllene skiva, 1995 (In This Together) och 2007 (About Time). Åren 1993 och 2007 belönades han med Sveriges Radios pris Jazzkatten för årets bästa svenska jazzmusiker.

## Diskografi
- 1985 – Opinions
- 1987 – Touch
- 1992 – Live at Sweet Basil
- 1995 – In This Together
- 1997 – C
- 1999 – Twentyfour Hours
- 2007 – About Time
- 2013 – Anders Bergcrantz Plays The Painter by Anna-Lena Laurin